# Svarttjärnen (Holmedals socken, Värmland, 660931-128038)
Svarttjärnen är en sjö i Årjängs kommun i Värmland och ingår i Göta älvs huvudavrinningsområde.